# António Reis (cineasta)
António Ferreira Gonçalves dos Reis (Valadares, Vila Nova de Gaia, 27 de agosto de 1925 — Lisboa, 10 de setembro de 1991) foi um cineasta e poeta português que se  distingue pelo sentido poético da sua obra (ver filmografia). É um dos representantes no filme documentário do movimento do Novo Cinema, que explora as técnicas do cinema directo. Com contemporâneos seus, usando esses meios, empenha-se na prática da etnografia de salvaguarda.
Trás-os-Montes (1976) é, com as longas-metragens Gente da Praia da Vieira, de António Campos, e Mau Tempo, Marés e Mudança, de Ricardo Costa (cineasta), uma das primeiras docuficções do cinema português. Obras do mesmo ano, tendo como precursoras o O Acto da Primavera (1962), realizado por Manoel de Oliveira e co-realizado por Reis, e Ala-Arriba! (filme) (1948), de Leitão de Barros, caracterizam-se ainda como sendo etnoficções, explorando de modo original os métodos do filme etnográfico.

## Biografia
Tendo sido membro activo do Cineclube do Porto, iniciou-se na actividade cinematográfica como assistente, nomeadamente no filme Acto da Primavera, de Manoel de Oliveira (1962). Um ano depois, em 1963, realizou o seu primeiro documentário, encomendado pela Câmara Municipal do Porto, Painéis do Porto. Manteve-se no documentário com Alto do Rabagão (1966), ano em que assinou o argumento de Mudar de Vida, filme de Paulo Rocha.
A curta-metragem Jaime (1974) viria a chamar a atenção para a sua actividade de realizador, ao ser premiada no Festival de Cinema de Locarno desse ano como o melhor filme de curtas-metragens (ver filmografia). Após a  Revolução dos Cravos, em Abril de 1974, António Reis e a psiquiatra Margarida Cordeiro, co-realizadora de uma parte importante dos seus filmes, enveredaram por um cinema não convencional, de vertente lírica, baseado em elementos da cultura popular de locais isolados do interior do país, como Trás-os-Montes. Trás-os-Montes (1976), que participou em catorze festivais internacionais, incluindo o de Roterdão e o de Veneza, foi a primeira dessas obras, a que se seguiu Ana (Veneza, 1982). António Reis e Margarida Cordeiro retratam nestes filmes locais em que o 25 de Abril de 1974 não impediu o êxodo rural. Rosa de Areia (1989), estreado no Festival de Berlim, de carácter mais ficcional, foi o seu último trabalho.
Tal como António Campos, Manoel de Oliveira, João César Monteiro,  Ricardo Costa ou Pedro Costa, é um dos cineastas portugueses que se inspiraram no conceito de antropologia visual para criar obras de forte expressão poética.
António Reis deu-se também a conhecer como poeta, pintor e escultor.
Faleceu a 10 de Setembro de 1991, de pneumonia causada por uma gripe.
A 9 de junho de 2004, foi agraciado, a título póstumo, com o grau de Comendador da Ordem do Infante D. Henrique.
Ana Umbelina Cordeiro Reis (1977-), sua única filha, nascida da sua ligação com Margarida Cordeiro, desenvolve desde 1999, trabalho artístico como escritora, compositora, criadora de videoarte e arte visual.

## Filmografia
- Rosa de Areia (l.m.) - co-realização com Margarida Cordeiro (1989)
- Ana (l.m.) - co-realização com Margarida Cordeiro (1984)
- Trás-os-Montes (l.m.) - co-realização com Margarida Cordeiro (1976)
- Jaime (c.m.) - co-realização com Margarida Cordeiro (1974)
- Alto do Rabagão (c.m.) - co-realização com César Guerra Leal (1966)
- Mudar de Vida (l.m.) - realizado por Paulo Rocha. Autoria dos diálogos (1966)
- Do Céu ao Rio (c.m.) - co-realização com César Guerra Leal (1964)
- Painéis no Porto (c.m. - 1963)
- O Acto da Primavera (l.m.) - realizado por Manoel de Oliveira, co-realizado por António Reis, António Soares e Domingos Carneiro (1962)
- Auto de Floripes (c.m. - 1959)

## Obras

### Poesia
- Chamas. Porto: Portugália, 1947.
- Luz. Porto: Portugália, 1948.
- Roda de fogo. Porto: Portugália, 1949.
- Ronda do Suão. Porto: Portugália, 1949.
- Poemas do Cais. Porto: Portugália, 1949.
- Poemas do escritório. Porto: Portugália, 1951.
- Ode à amizade. Porto: Portugália, 1952.
- Poemas Quotidianos (1957)
- Novos Poemas Quotidianos (1959)
- Poemas Quotidianos - Col. Poetas de Hoje (1967; reeditado em 2017 pela Tinta-da-China)